# Велькин, Николай Фёдорович
Николай Фёдорович Велькин (13 декабря 1935, Москва — неизвестно) — советский футболист, нападающий. Мастер спорта СССР (1963).

## Биография
С 1957 года начал выступать в Калинине за команду «Химик» в первенстве РСФСР среди коллективов физкультуры. Со следующего сезона играл за этот клуб, переименованный в «Волгу», в классе «Б», был одним из лидеров нападения. В одном из международных матчей своего клуба, в 1960 году в Финляндии против команды «Вало Мент» (14:1) стал автором 7 голов.
В 1961 году перешёл в вильнюсский «Спартак», вскоре переименованный в «Жальгирис». Дебютный матч в классе «А» сыграл 8 апреля 1961 года против ростовского СКА, а первый гол на высшем уровне забил 31 мая 1961 года в ворота московского «Локомотива». В первом сезоне был регулярным игроком основного состава, сыграв 29 матчей за вильнюсский клуб, во втором сезоне потерял место в составе и провёл всего 7 матчей, большую часть из них — на старте сезона. Всего в составе «Жальгириса» сыграл 36 матчей и забил 3 гола в высшей лиге.
В 1963 году вернулся в калининскую «Волгу», где провёл ещё три сезона в третьем и втором эшелонах советского футбола. Стал вторым призёром зонального турнира класса «Б» 1963 года и победителем чемпионата РСФСР того же сезона, забил один из голов в последнем матче турнира в ворота ижевского «Зенита» (2:1). Участник победного матча в 1/16 финала Кубка СССР 1963 года против тбилисского «Динамо» (4:2). В общей сложности в составе «Волги» провёл 6 сезонов в соревнованиях мастеров, сыграв более 100 матчей и забив 41 гол. В конце карьеры играл в соревнованиях КФК за калининскую «Планету».
Ушёл из жизни не позднее 2007 года.